# Paul Mooney
Paul Mooney (7 de abril de 1901-19 de octubre de 1980) fue un profesional escocés futbolista que jugó en la Liga escocesa de East Stirlingshire e hizo 283 apariciones en el Inglés Liga de Fútbol de Brighton . Jugó como medio centro

## Vida y carrera
Mooney nació en Chapel, cerca de Wishaw en Lanarkshire .Trabajó como minero de carbón y jugó fútbol a tiempo parcial para East Stirlingshire . Fue un habitual en su equipo durante dos años y medio, y los ayudó a obtener el ascenso de la División Tres en 1924 . En julio de 1925, firmó formularios profesionales con Brighton & Hove Albion de la Tercera División Inglesa del Sur . Pronto se estableció en el equipo, y durante once años con el club hizo 315 apariciones de alto nivel, de las cuales 283 estaban en competencia de liga. Era una mitad central defensiva y fuerte en el aire: se informó que había marcado un gol de cabeza desde cerca de la línea media. Durante un partido en 1934 contra Gillingham , estuvo involucrado en un choque accidental de cabezas con un oponente, Sim Raleigh , quien murió el mismo día. Mooney jugó poco fútbol después del incidente. Se retiró del juego profesional en 1936, y dirigió un pub en Brighton hasta su muerte en 1980.